# Rathaus (Mühlbach)

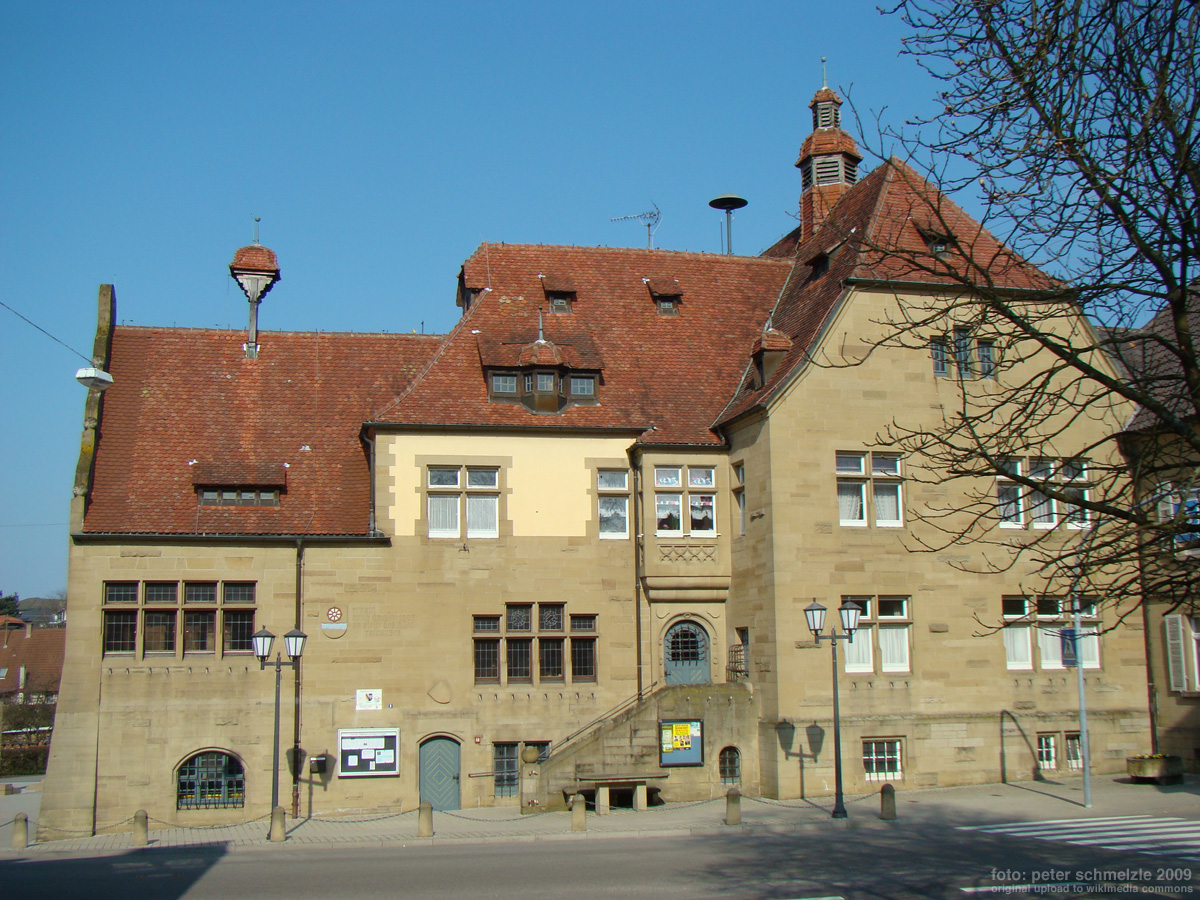
Rathaus in Mühlbach

Das Rathaus in Mühlbach, einem Stadtteil von Eppingen im Landkreis Heilbronn im nördlichen Baden-Württemberg, wurde 1903 erbaut. Seine massive Ausführung in örtlichem Sandstein und seine Größe sind Zeugnisse des Wohlstands, der wegen des Sandsteinabbaus einst in Mühlbach herrschte. Das Gebäude ist ein Kulturdenkmal.

## Geschichte
Ein erstes Rathaus bestand in Mühlbach erst ab dem 19. Jahrhundert, als der Ort zu einer selbstständigen badischen Gemeinde geworden war, zuvor waren alle Amtsgeschäfte im Wohnhaus des jeweiligen Anwalts (Bürgermeisters) oder Vogts verhandelt worden. Im 19. Jahrhundert bezog die Gemeindeverwaltung dann Räume in einem Kelterbau am Platz des heutigen Gebäudes, wo sich außerdem auch noch die beiden Konfessionsschulen des Ortes befanden.
Der Bau des neuen Rathauses geht insbesondere auf die wachsende Schülerzahl in Mühlbach in der Zeit um 1900 zurück. Das alte evangelische Schulhaus von 1857 war 1888 fast um die doppelte Größe erweitert worden, reichte aber im Jahr 1902 noch vor Rückzahlung aller Kredite für die Erweiterung von 1888 schon nicht mehr aus, so dass die Schulverwaltung im Mai 1902 auf einen Schulhausneubau drängte.
Bei der großherzoglich badischen Bezirksbauinspektion in Bruchsal erstellte daraufhin Baudirektor Lang Pläne für einen kombinierten Schul- und Rathausneubau. Zwar gab es in den örtlichen Gremien verschiedene Änderungswünsche, doch Lang drängte auf die unveränderte Umsetzung seines Entwurfs. Bedenken gab es auch wegen der hohen veranschlagten Baukosten, die letztlich jedoch vor allem den örtlichen Steinbruch- und Bauunternehmen zugutekamen und deswegen gebilligt wurden. Der Baubeschluss erfolgte am 22. November 1902.
Nach Abriss der alten Schul-, Rat- und Keltergebäude wurde im Frühjahr 1903 mit dem Bau begonnen. Die Steinhauerarbeiten besorgten die örtlichen Unternehmen Johannes Sachsenheimer Söhne und Jakob Dettling, die Maurerarbeiten Maurermeister Michel aus Eppingen. Auch Schmiede- und Blechnerarbeiten besorgten einheimische Handwerker. Das Gebäude war im Jahr 1904 fertiggestellt.
Im Jahr 1964 wurde das Gebäude um einen Erweiterungstrakt vergrößert. Als Rathaus diente es bis zur Eingemeindung Mühlbachs nach Eppingen im Jahr 1972, seitdem verfügt der Ort nur noch über eine Verwaltungsstelle mit untergeordneten Zuständigkeiten.
In dem Gebäude ist seit 1998 das Steinhauermuseum Mühlbach eingerichtet.